# Inunaki, le village oublié
Pour plus de détails, voir Fiche technique et Distribution.
Inunaki, le village oublié (犬鳴村, Inunaki mura) est un film d'horreur japonais coécrit et réalisé par Takashi Shimizu, sorti en 2019.

## Synopsis
Un jeune couple, Yuma et Akina, se filment de nuit dans le petit village d'Inunaki, connu sous le nom de « village hurlant ». Résolus à se faire peur, ils tournent ensemble une vidéo virale et décident d'explorer dans le tunnel du bourg, réputé d’être hanté et totalement abandonné. Malheureusement, ils sont attaqués par de mystérieux agresseurs avant de prendre la fuite dans la forêt avoisinante. Inquiète de la disparition de son frère, une psychologue capable de communiquer avec les morts, Kanata, prend la décision risquée de se rendre sur place pour retrouver les amoureux portés disparus et ses recherches vont lui révéler que sa famille subit une malédiction depuis de longues années.

## Fiche technique
- Titre original : 犬鳴村 (Inunaki mura?)[1],[2],[3]
- Titre français : Inunaki, le village oublié[4]
- Titre alternatif : Howling Village[4]
- Réalisation : Takashi Shimizu[2],[3]
- Scénario : Daisuke Hosaka (ja) et Takashi Shimizu
- Photographie : Jun Fukumoto
- Montage : Osamu Suzuki
- Musique : Shōgo Kaida (ja) et Shunsuke Takizawa (ja)
- Production : Muneyuki Kii et Chikako Nakabayashi
- Sociétés de production : Booster Project et Tōei
- Sociétés de distribution : Tōei (Japon) ; The Jokers et Lonesome Bear (France)
- Pays d'origine :  Japon
- Langue originale : japonais
- Format : couleur — 1,85:1
- Genre : horreur
- Durée : 108 min[1]
- Dates de sortie :
  - Japon : 7 février 2020[1],[2],[3]
  - France : 16 septembre 2020

## Distribution
- Ayaka Miyoshi : Kanata Morita, héroïne du long métrage[3]
- Ryōta Bandō (ja) : Yuma Morita
- Tsuyoshi Furukawa (ja) : Kenji Narimiya
- Renji Ishibashi : Hayato Nakamura
- Takamasa Suga (ja) : Keisuke
- Hina Miyano (ja) : Maya Kagoi
- Megumi Okina : Yuko-kun
- Reiko Takashima (ja) : Ayano Morita
- Rinka Ōtani (ja) : Akina Nishida
- Masanobu Takashima (ja) : Akira Morita
- Minori Terada (ja) : Yamanobe
- Asahi Sasamoto : Ryotaro
- Ken Tanaka (ja)

## Distinctions

### Récompenses
- Festival international du film fantastique de Gérardmer 2020 : prix du Jury

### Sélections
- Festival international du film fantastique de Gérardmer 2020 : sélection en compétition officielle

## Lien avec un autre film
Le personnage de Ryotaro apparaît brièvement dans une scène du film Suicide Forest Village (2021) du réalisateur Takashi Shimizu. On le voit lors d'une scène où il entre avec une infirmière dans l'hôpital psychiatrique, peu avant la mort d'un des principaux personnages. Celle-ci l'appelant même par son prénom.